# Толмачёво (Свердловская область)
Толмачёво — село в Алапаевском районе Свердловской области России. Входит в муниципальное образование Алапаевское. Бывший центр Толмачёвского сельсовета.

## Население
| 2002 | 2010 |
| ---- | ---- |
| 544  | ↘475 |

## География
Толмачёво расположено преимущественно на левом берегу реки Нейвы, напротив устья её правого притока — реки Толмачихи. Село находится к северо-востоку от Екатеринбурга, к востоку от Нижнего Тагила и Алапаевска, в 7 километрах от последнего (по дороге в 8 километрах). В окрестностях обустроен родник Серебряный Ключ.

## Инфраструктура
В селе имеются клуб с библиотекой, фельдшерско-акушерский пункт, детский сад, почта и магазины. Работает лесотехническое предприятие — ООО «ЛЕВС». Добраться до села можно на автобусе из Алапаевска. 